# Teracotona murtafaa
Teracotona murtafaa là một loài bướm đêm thuộc phân họ Arctiinae, họ Erebidae.